# Calvin de Haan
Calvin de Haan, född 9 maj 1991, är en kanadensisk professionell ishockeyspelare som spelar för New York Rangers i National Hockey League (NHL). Han draftades som 12:e spelare totalt av New York Islanders i NHL Entry Draft 2009.

## Statistik

### Klubbkarriär
| 2006–07    | Ottawa Valley Titans AAA | HEO U16    | 32  | 4  | 22  | 26  | 20  | —  | — | —  | —  | — |
| 2007–08    | Kemptville 73's          | CJHL       | 58  | 3  | 39  | 42  | 14  | —  | — | —  | —  | — |
| 2008–09    | Oshawa Generals          | OHL        | 68  | 8  | 55  | 63  | 40  | —  | — | —  | —  | — |
| 2009–10    | Oshawa Generals          | OHL        | 34  | 5  | 19  | 24  | 14  | —  | — | —  | —  | — |
| 2010–11    | Oshawa Generals          | OHL        | 55  | 6  | 42  | 48  | 48  | 11 | 1 | 11 | 12 | 6 |
| 2011–12    | Bridgeport Sound Tigers  | AHL        | 56  | 2  | 14  | 16  | 24  | —  | — | —  | —  | — |
| 2011–12    | New York Islanders       | NHL        | 1   | 0  | 0   | 0   | 0   | —  | — | —  | —  | — |
| 2012–13    | Bridgeport Sound Tigers  | AHL        | 3   | 0  | 2   | 2   | 4   | —  | — | —  | —  | — |
| 2013–14    | Bridgeport Sound Tigers  | AHL        | 17  | 1  | 2   | 3   | 8   | —  | — | —  | —  | — |
| 2013–14    | New York Islanders       | NHL        | 51  | 3  | 13  | 16  | 30  | —  | — | —  | —  | — |
| 2014–15    | New York Islanders       | NHL        | 65  | 1  | 11  | 12  | 24  | 5  | 0 | 1  | 1  | 2 |
| 2015–16    | New York Islanders       | NHL        | 72  | 2  | 14  | 16  | 20  | 11 | 0 | 2  | 2  | 2 |
| 2016–17    | New York Islanders       | NHL        | 82  | 5  | 20  | 25  | 36  | —  | — | —  | —  | — |
| 2017–18    | New York Islanders       | NHL        | 33  | 1  | 11  | 12  | 8   | —  | — | —  | —  | — |
| 2018–19    | Carolina Hurricanes      | NHL        | 74  | 1  | 13  | 14  | 20  | 12 | 1 | 0  | 1  | 2 |
| 2019–20    | Chicago Blackhawks       | NHL        | 29  | 1  | 5   | 6   | 10  | 9  | 0 | 1  | 1  | 0 |
| 2020–21    | Chicago Blackhawks       | NHL        | 44  | 1  | 9   | 10  | 14  | —  | — | —  | —  | — |
| 2021–22    | Chicago Blackhawks       | NHL        | 69  | 4  | 4   | 8   | 33  | —  | — | —  | —  | — |
| 2022–23    | Carolina Hurricanes      | NHL        | 53  | 2  | 10  | 12  | 20  | —  | — | —  | —  | — |
| 2023–24    | Tampa Bay Lightning      | NHL        | 59  | 3  | 7   | 10  | 22  | 1  | 0 | 0  | 0  | 0 |
| 2024–25    | Colorado Avalanche       | NHL        | 44  | 0  | 7   | 7   | 10  | —  | — | —  | —  | — |
| NHL totalt | NHL totalt               | NHL totalt | 676 | 24 | 124 | 148 | 247 | 38 | 1 | 4  | 5  | 6 |

### Internationellt
| År            | Lag           | Turnering     | Resultat      |    | Matcher | Mål | Assist | Poäng | Utv |
| ------------- | ------------- | ------------- | ------------- | -- | ------- | --- | ------ | ----- | --- |
| 2009          | Kanada        | U18           | 4:a           | 6  | 0       | 6   | 6      | 0     |     |
| 2010          | Kanada        | JVM           | 2             | 4  | 0       | 1   | 1      | 0     |     |
| 2011          | Kanada        | JVM           | 2             | 6  | 0       | 5   | 5      | 2     |     |
| 2017          | Kanada        | VM            | 2             | 10 | 0       | 1   | 1      | 8     |     |
| Junior totalt | Junior totalt | Junior totalt | Junior totalt | 16 | 0       | 12  | 12     | 2     |     |
| Senior totalt | Senior totalt | Senior totalt | Senior totalt | 10 | 0       | 1   | 1      | 8     |     |